# 多彩贵州航空
多彩贵州航空（英語：Colorful Guizhou Airlines），是贵州省的第一家低成本航空公司，注册资金10亿元，总部位于贵州省贵阳市。公司总部座落于贵州双龙航空港经济区，以贵阳龙洞堡国际机场为主运营基地。 
2014年8月12日，贵州省委、省政府决定由贵州产业投资（集团）有限责任公司牵头筹建。2015年6月14日，多彩贵州航空有限公司与巴西航空工业公司签订购24架E190合同。2015年6月19日成立。2015年12月31日首航。

## 机队

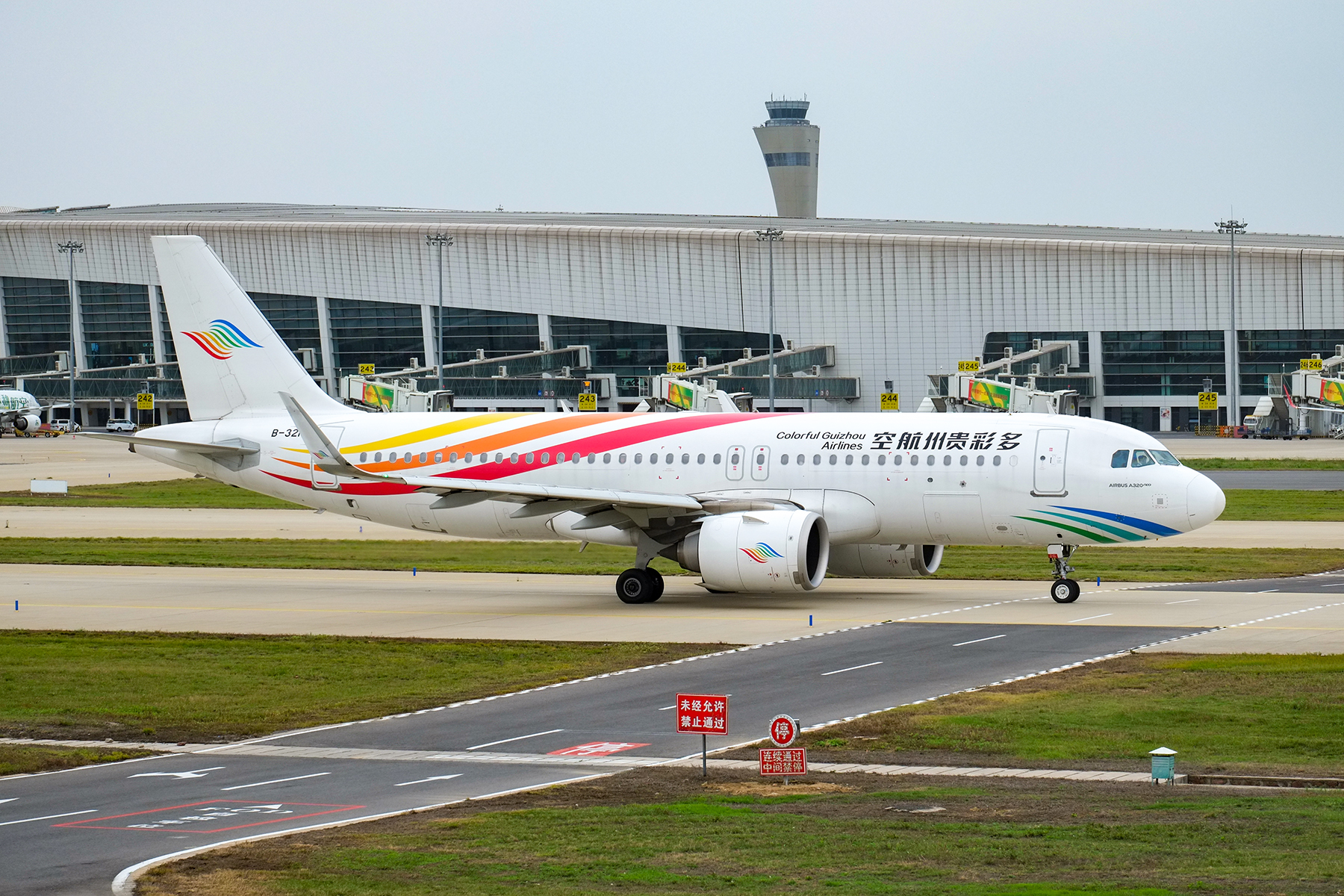
多彩贵州航空空中客车A320neo客机于郑州新郑国际机场滑行

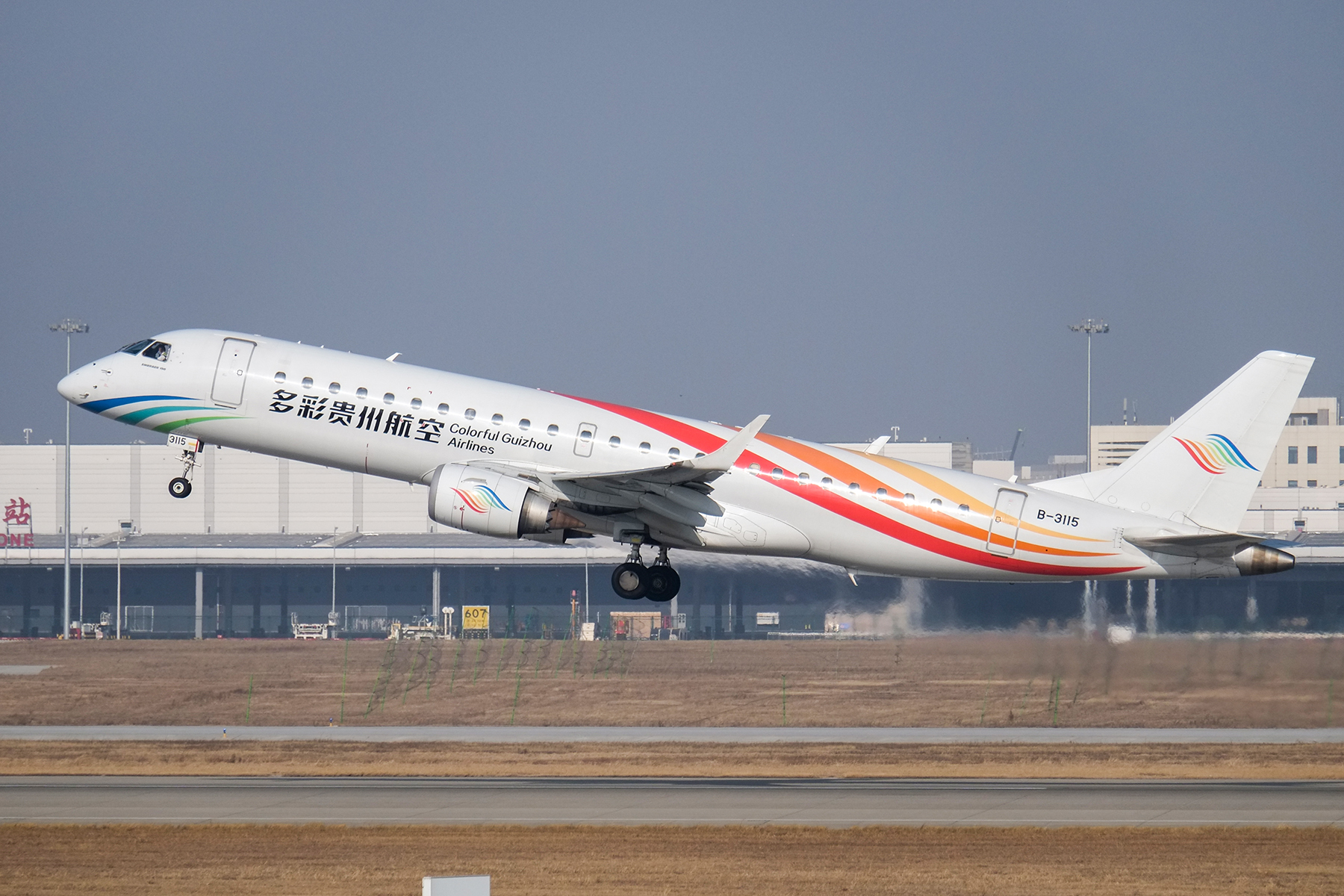
多彩贵州航空E190客机于郑州新郑国际机场起飞

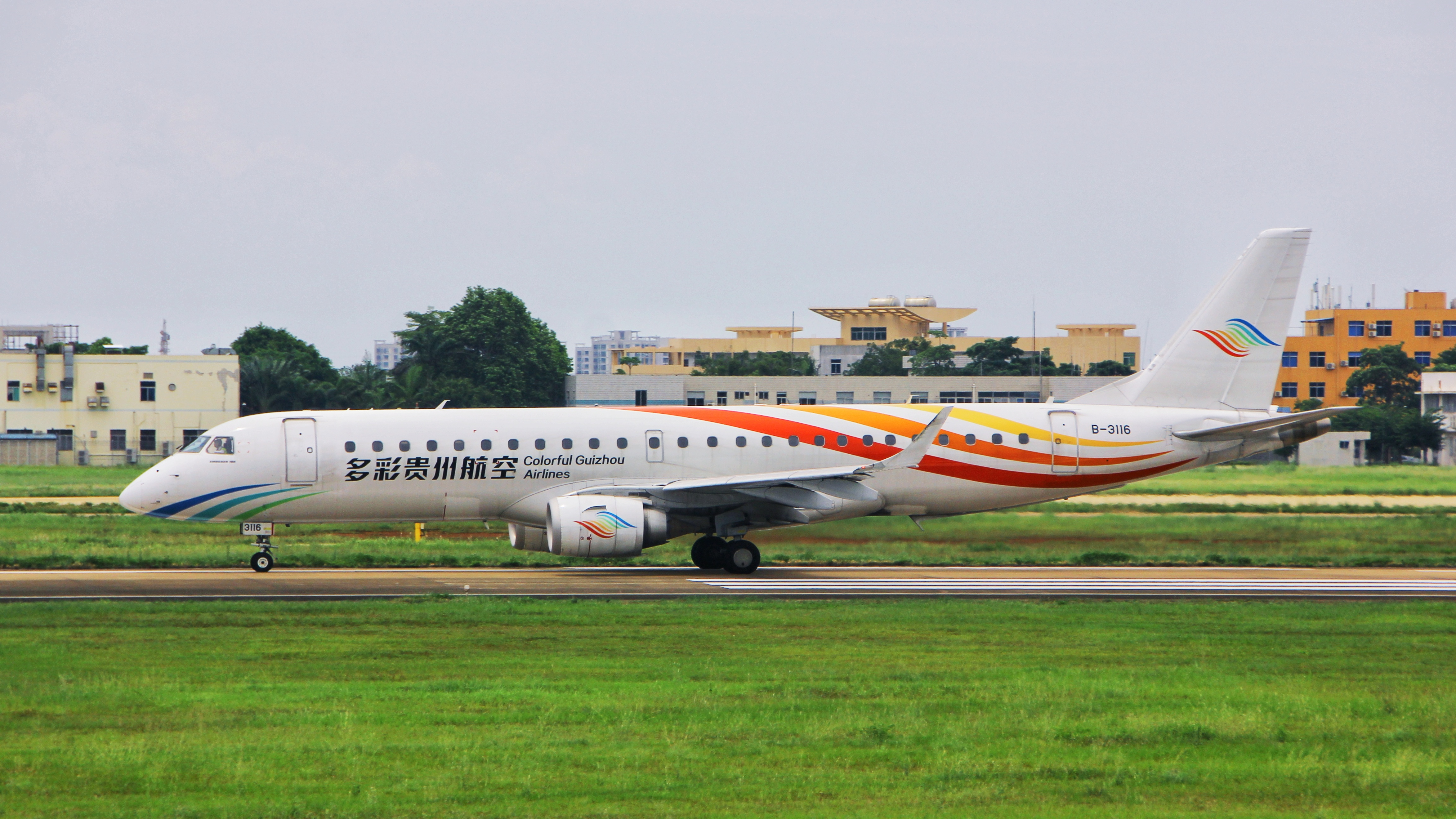
多彩贵州航空E190在海口美兰机场准备起飞

## 航点
- 贵阳-贵阳龙洞堡国际机场
- 深圳-深圳宝安国际机场
- 上海-上海浦东国际机场
- 宁波-宁波栎社国际机场
- 福州-福州长乐国际机场
- 重庆-重庆江北国际机场
- 天津-天津滨海国际机场
- 长沙-长沙黄花国际机场
- 济南-济南遥墙国际机场
- 常州-常州奔牛国际机场
- 郑州-郑州新郑国际机场
- 海口-海口美兰国际机场
- 六盘水-六盘水月照机场
- 成都-成都双流国际机场
- 南京-南京禄口国际机场
- 石家庄-石家庄正定国际机场
- 南通-南通兴东国际机场
- 合肥-合肥新桥国际机场
- 武汉-武汉天河国际机场
- 遵义-遵义茅台机场
- 淮安-淮安涟水机场
- 琼海-琼海博鳌机场
- 宜宾-宜宾五粮液机场
- 万州-万州五桥机场
- 达州-达州河市机场
- 兴义-兴义万峰林机场
- 台州-台州路桥机场
- 北海-北海福成机场
- 泸州-泸州云龙机场
- 宜昌-宜昌三峡机场